# تنغدره (مقاطعة فومن)
تنغدره (بالفارسية: تنگدره) هي قرية تقع في قسم غوراببس الريفي في إيران. يقدر عدد سكانها بـ 512 نسمة بحسب إحصاء 2016.